# Frankfurt-Offenbacher Trambahn-Gesellschaft

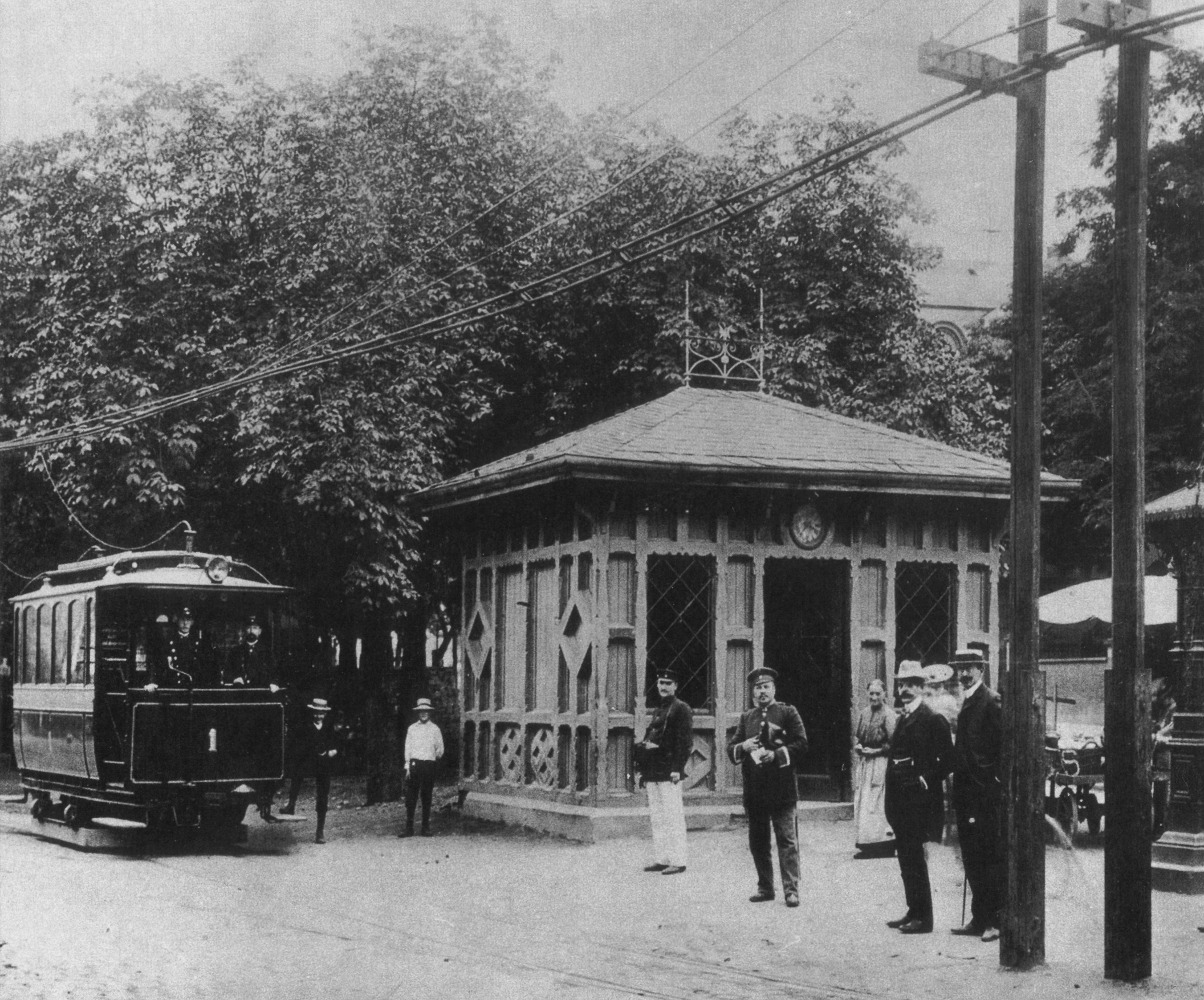
Um 1890: Ein Wagen der FOTG auf dem Offenbacher Mathildenplatz

Die Frankfurt-Offenbacher Trambahn-Gesellschaft, abgekürzt FOTG, war ein 1882 gegründetes Verkehrsunternehmen und gleichzeitig ein früher kommunaler Energieversorger. Sie betrieb ab 1884 eine der ersten elektrischen Straßenbahnen Deutschlands.

## Geschichte
Es gab verschiedene Versuche, für den Lokalverkehr zwischen den beiden Städten eine Bahnstrecke einzurichten. 1872 wurde die Konzession für eine Dampfstraßenbahn verweigert, weil Dampf und Staub die durchfahrenen Straßen entwertet hätten.
Am 12. Juni 1882 legte ein Offenbacher Konsortium, bestehend aus dem Kommerzienrat Weintraut, dem Bankier Weymann und dem Bankhaus Merzbach, den Behörden in Offenbach und Frankfurt die Ausarbeitung des Projektes „einer elektrischen Straßenbahn zwischen den Endpunkten Deutschherrn-Quai nächst der Alten Brücke und dem Mathildenplatz in Offenbach“ vor. Vorausgegangen waren Abstimmungen mit dem Unternehmen Siemens & Halske, das dieses Vorhaben technisch umsetzen sollte.
Die beiden Städte erteilten am 20. Oktober 1883 dem Vorsitzenden des Konsortiums, dem „Kaufmann G. R. A. Weymann in Offenbach“, eine 25-jährige Konzession zum Betrieb einer elektrischen Straßenbahn auf der beantragten Strecke. Als Träger des Unternehmens wurde die Frankfurt-Offenbacher Trambahn-Gesellschaft gegründet, der Baubeginn erfolgte noch im selben Jahr. Der erste Streckenabschnitt zwischen der Alten Brücke in Sachsenhausen und dem Buchrainplatz in Oberrad wurde am 18. Februar 1884 als meterspurige Schmalspurbahn eröffnet. Die Fortsetzung zum Offenbacher Mathildenplatz folgte am 10. April desselben Jahres. Damit war eine Gesamtlänge von 6,7 Kilometern erreicht.
Am 13. Januar 1905 wurde die Linie von den Städten Frankfurt und Offenbach übernommen und schrittweise auf die bei der Frankfurter Straßenbahn übliche Normalspur umgespurt. Dadurch konnte die Straßenbahnlinie 16 vom Lokalbahnhof nach Offenbach verlängert werden. Am 28. Oktober 1906 fuhr die im Volksmund Knochemiehl (Knochenmühle) genannte Straßenbahn zum letzten Mal.

## Technik der Bahn
Die Strecke der FOTG war die vierte elektrische Straßenbahnanlage der Welt. Die Technik des Antriebs mit einem Elektromotor und äußerer Stromzufuhr stand noch am Anfang ihrer Entwicklung. Anders als bei den meisten heutigen elektrischen Schienenfahrzeugen war die Oberleitung zweipolig wie beim Oberleitungsbus. Die damalige Oberleitung war noch kein Fahrdraht, und der Stromabnehmer wurde noch nicht von unten angedrückt; erste Stromabnehmer in Lyra- und in Stangenform kamen erst 1887 und 1889 auf. Stattdessen wurde ein Oberleitungssystem wie bei der 1883 eröffneten Lokalbahn Mödling–Hinterbrühl bei Wien verwendet. Es bestand aus zwei Kupferrohren mit kleinem Durchmesser und einem Schlitz an der Unterseite, der sogenannten Schlitzrohrfahrleitung. In dieser liefen zwei Kontaktwagen, die von den Triebwagen nachgezogen wurden. Bei der FOTG wurde die Schlitzrohrfahrleitung in fünf Metern Höhe aufgehängt. An den Ausweichstellen wurden Leitungsweichen verwendet, die mit den Gleisweichen gekoppelt waren.
Die Stromrückführung erfolgte nicht wie heute über die Räder und die Gleise, sondern über die zweite Oberleitung. Als Fahrstrom wurde Gleichstrom mit einer Spannung von 300 Volt verwendet.
Die Räder des Triebwagens waren aus Holz gefertigt, das von einem stählernen Radreifen zusammengehalten wurde.

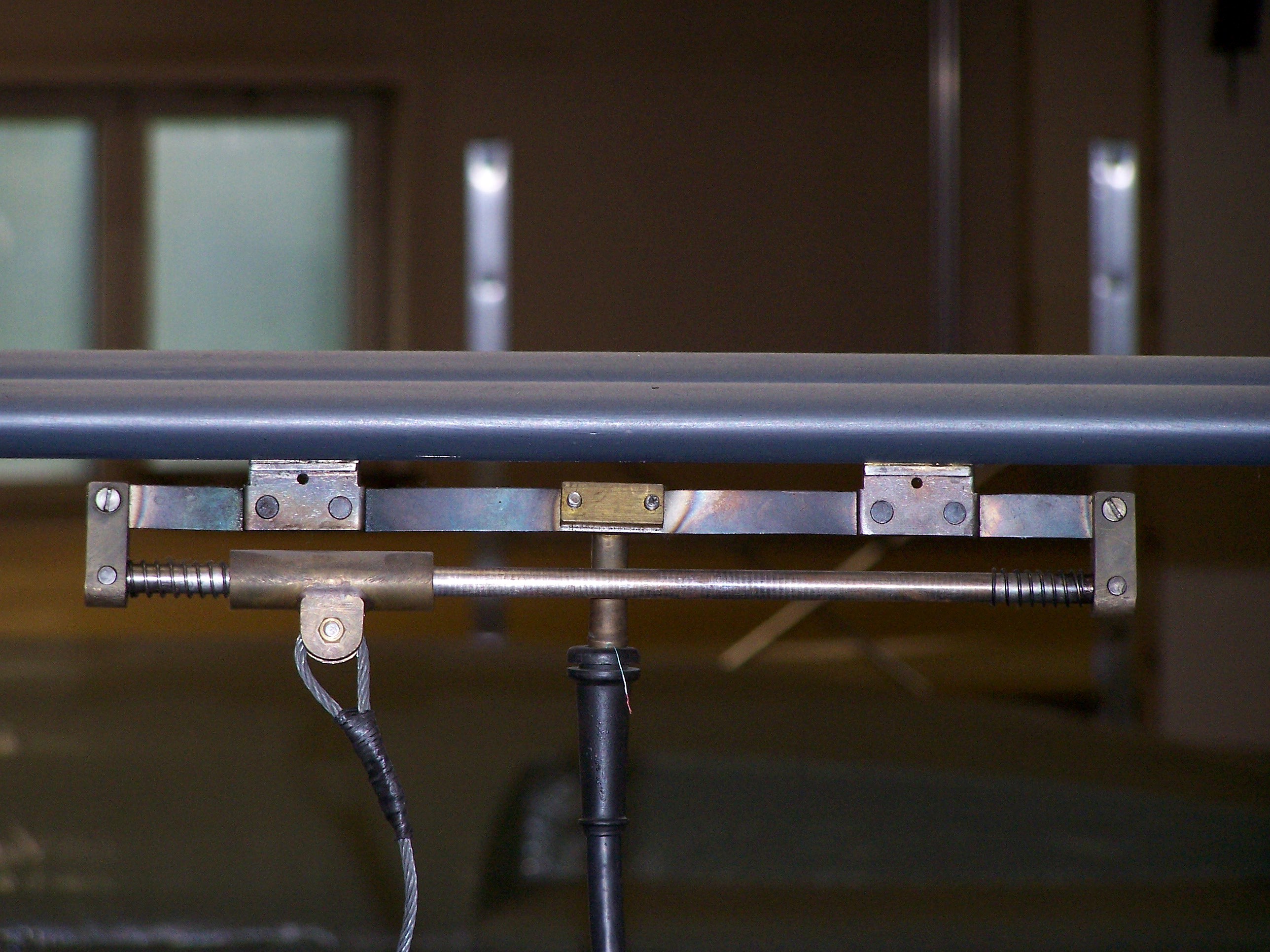
Kontaktwagen an einem der Pole der Schlitzrohrfahrleitung
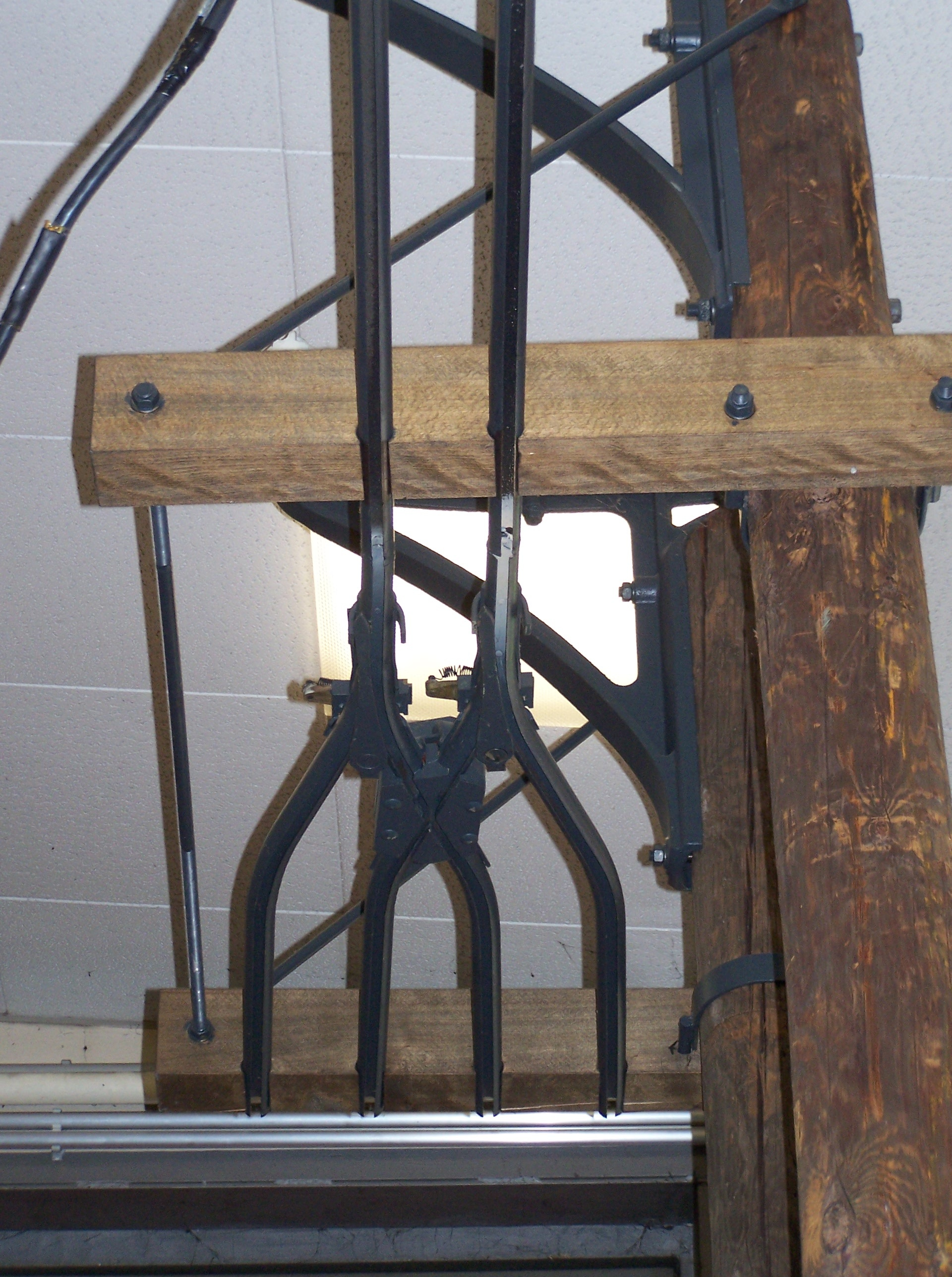
Weiche einer Schlitzrohrfahrleitung im Frankfurter Verkehrsmuseum
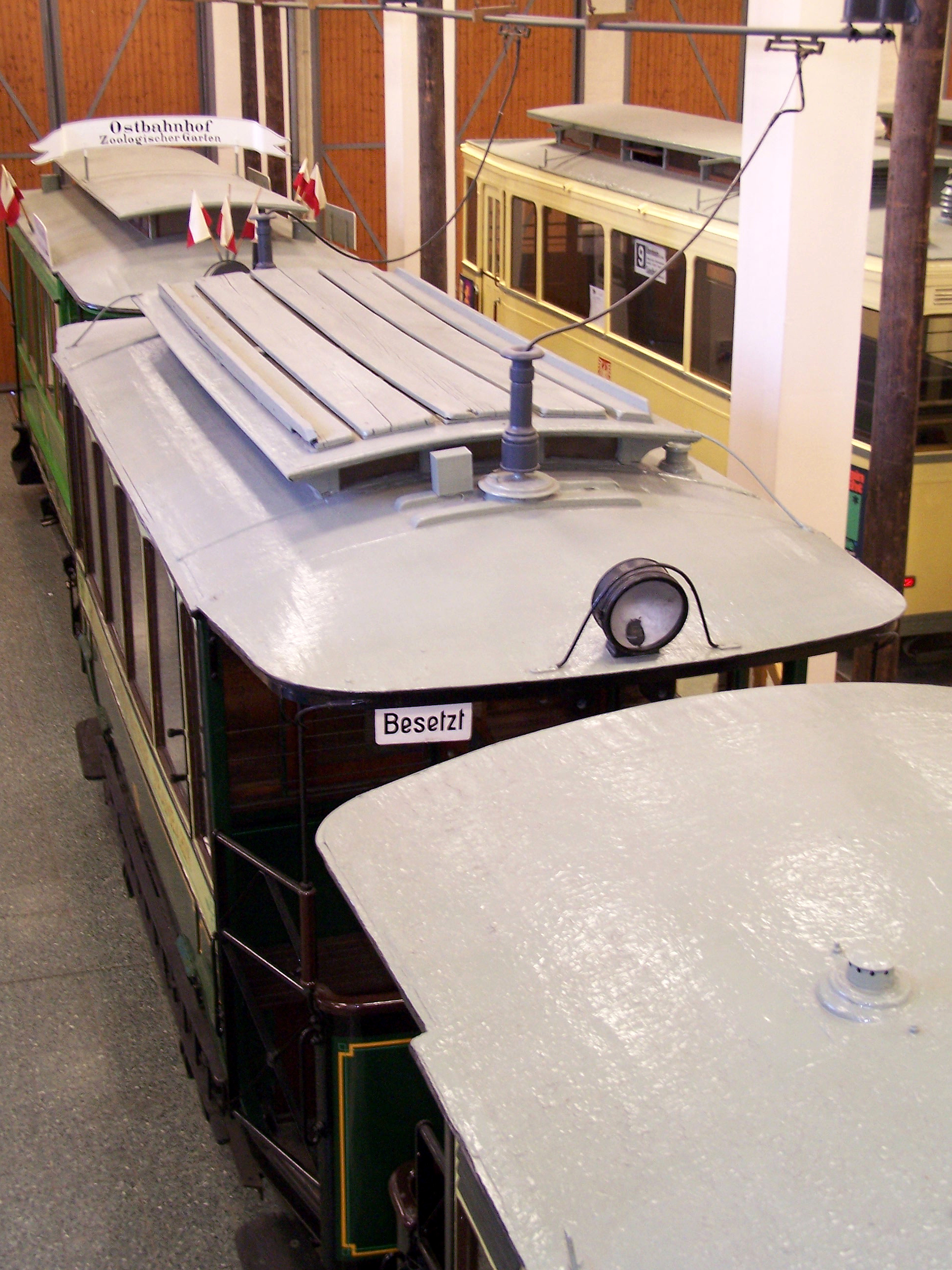
Verbindung des Triebwagens mit den beiden Polen der Schlitzrohrfahrleitung

## Strecke

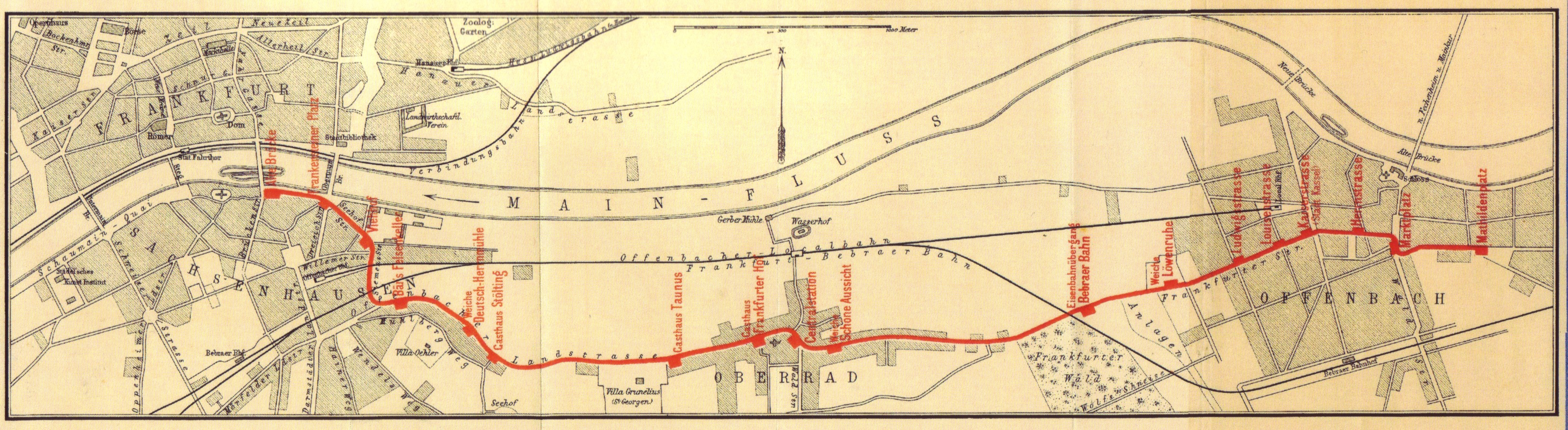
Die Strecke im ab dem 21. Juni 1885 gültigen FOTG-Fahrplan

Die eingleisige Strecke besaß drei Ausweichen bei der Deutschherrnmühle in Sachsenhausen, bei der Schönen Aussicht in Oberrad und bei der Löwenruhe in Offenbach. Sie begann am südlichen Ende der Alten Brücke, die damals die wichtigste Verkehrsverbindung zwischen Frankfurt und Sachsenhausen war, und führte auf dem Deutschherrn-Quai bis zur Obermainbrücke. Dort bestand Anschluss an die Frankfurter Straßenbahn. Nach dem Passieren des neuen Schlachthofs querte die Strecke niveaugleich die Gleise der Frankfurt-Offenbacher Lokalbahn. Anschließend wurde das Viadukt der Bahnstrecke Hanau–Frankfurt der Bebraer Eisenbahn passiert. Über die Offenbacher Landstraße und den Mühlberg ging es durch das Sachsenhauser Ostend nach Oberrad bis zur Offenbacher Stadtgrenze.
In Offenbach am Main fuhr die Linie auf der Frankfurter Straße vom Dreieich-Park über die Stationen Ludwigstraße, vorbei am Deutschen Ledermuseum, Luisenstraße und der Kaiserstraße in die Offenbacher Innenstadt. Nach dem Musikhaus André folgten die Stationen Herrnstraße und Marktplatz, über den Wilhelmsplatz erreichte die Bahn die im Offenbacher Ostend gelegene Endhaltestelle Mathildenplatz beim “Alten Friedhof”. Die später geplante Fortführung nach Bürgel und Rumpenheim wurde jedoch durch die schlechte wirtschaftliche Situation der FOTG verhindert.

## Betrieb
Durch die noch nicht ausgereifte Technik traten im Fahrbetrieb häufig Pannen auf. Die Kontaktschiffchen fielen oft aus den Kupferrohren und mussten mühsam per Hand wieder eingesetzt werden. Hierzu führte jeder Triebwagen eine Leiter mit, um die Schiffchen wieder einhängen zu können. Auch die Gleisanlagen und der Antrieb waren noch nicht ausgereift. So musste täglich zwischen 11 und 12 Uhr eine halbstündige Betriebspause eingelegt werden, um die Fahrzeuge mit Wagenfett abschmieren zu können.
Die Bahn verkehrte zwischen 6:00 und 22:40 Uhr. Die Fahrzeit betrug 25 Minuten. Der Fahrpreis für die ganze Strecke betrug werktags 20 und sonntags 25 Pfennig, Teilstrecken kosteten 10 und 15 Pfennig. Im ersten Jahr wurden eine Million Fahrgäste gezählt.

## Betriebsmittel

### Kraftwerk
Am Buchrainplatz in Oberrad entstand auf dem Betriebsgelände ein kleines Depot mit Werkstatt, Betriebsbüro und sämtlichen anderen Betriebsgebäuden. Dazu gehörte ein bahneigenes Kohlekraftwerk um den Strom für die Strecke zu erzeugen.

### Fahrzeuge
Der Fahrzeugpark der FOTG bestand aus zehn zweiachsigen Trieb- und sieben ebenfalls zweiachsigen Beiwagen. Sie wurden vom Kölner Unternehmen Herbrand & Cie. hergestellt, die elektrische Ausrüstung lieferte Siemens & Halske zu. Die Züge erreichten eine Geschwindigkeit von etwa 20 Kilometern in der Stunde. Die Triebwagen hatten einen Fahrmotor mit elf Kilowatt Leistung, wogen 3,9 Tonnen und hatten insgesamt 24 Sitz- und Stehplätze. Die Beiwagen wogen zwischen 2,0 und 2,2 Tonnen und hatten zwischen 24 und 27 Sitz- und Stehplätze. Die Sitze waren auf Längsbänken angeordnet. Der Fahrmotor war fest im Fahrgestell eingebaut und trieb die Räder mittels Zahnrädern an. Der Zahnradantrieb führte zu unruhigen Laufeigenschaften.
Der Triebwagen 8 und der Beiwagen 13 blieben als Museumsfahrzeuge erhalten, während die übrigen Fahrzeuge verschrottet oder zu Beiwagen für die Städtische Straßenbahn umgebaut wurden. Der Triebwagen 8 ist heute der weltweit älteste erhaltene Straßenbahntriebwagen. Die beiden Fahrzeuge waren viele Jahre im Straßenbahndepot Eckenheim untergestellt. Heute können sie im Verkehrsmuseum Frankfurt am Main in Schwanheim besichtigt werden.

## Nachwirkungen
Ab 1888 wurde der von dem Kraftwerk erzeugte Strom für die neben der Straßenbahnstrecke neu installierten Glühlampen genutzt. Außerdem wurde der überschüssige Strom Gewerbebetrieben und Haushalten in Oberrad angeboten. Das Kraftwerk der FOTG wurde somit auch zum ersten Elektrizitätswerk für Oberrad. Letztlich war diese Verbindung wegweisend für die kombinierte Aufgabe kommunaler Energieversorgungsunternehmen, die Elektrizitätswerke zur Stromerzeugung und elektrische Bahnen für den Öffentlichen Personennahverkehr betrieben. In Frankfurt waren dies zuletzt die Stadtwerke Frankfurt am Main, der spätere Rechtsnachfolger der FOTG. Heute werden die Aufgaben in kommunaler Trägerschaft im Bereich der Erzeugung von Energie von der Mainova AG und im Bereich Verkehrsunternehmen von der Stadtwerke Verkehrsgesellschaft Frankfurt am Main (VGF) wahrgenommen.
Auf Frankfurter Stadtgebiet bedient die Straßenbahnlinie 16 die ehemalige FOTG-Strecke zu großen Teilen bis heute. Die Strecken der Städtischen Straßenbahn Offenbach wurden hingegen bis 1996 vollständig stillgelegt.
Unter dem Dach der Siemens AG finden sich auch heute noch Geschäftsbereiche, die sich mit der Herstellung von Produkten der Energieerzeugung (Division Power Generation von Siemens Energy) und der Schienenverkehrstechnik (Siemens Mobility) befassen.

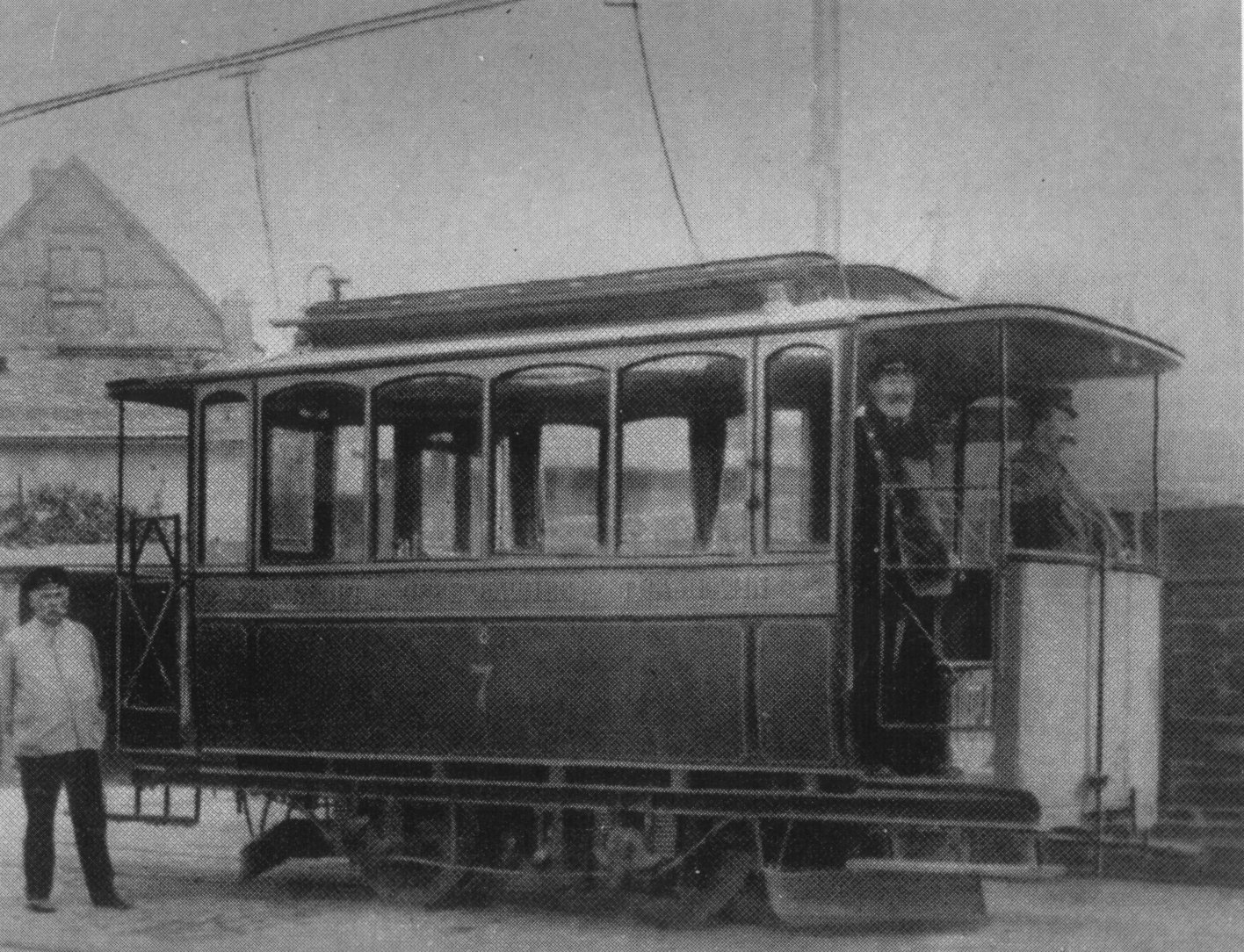
Triebwagen 7 in Oberrad, 1884
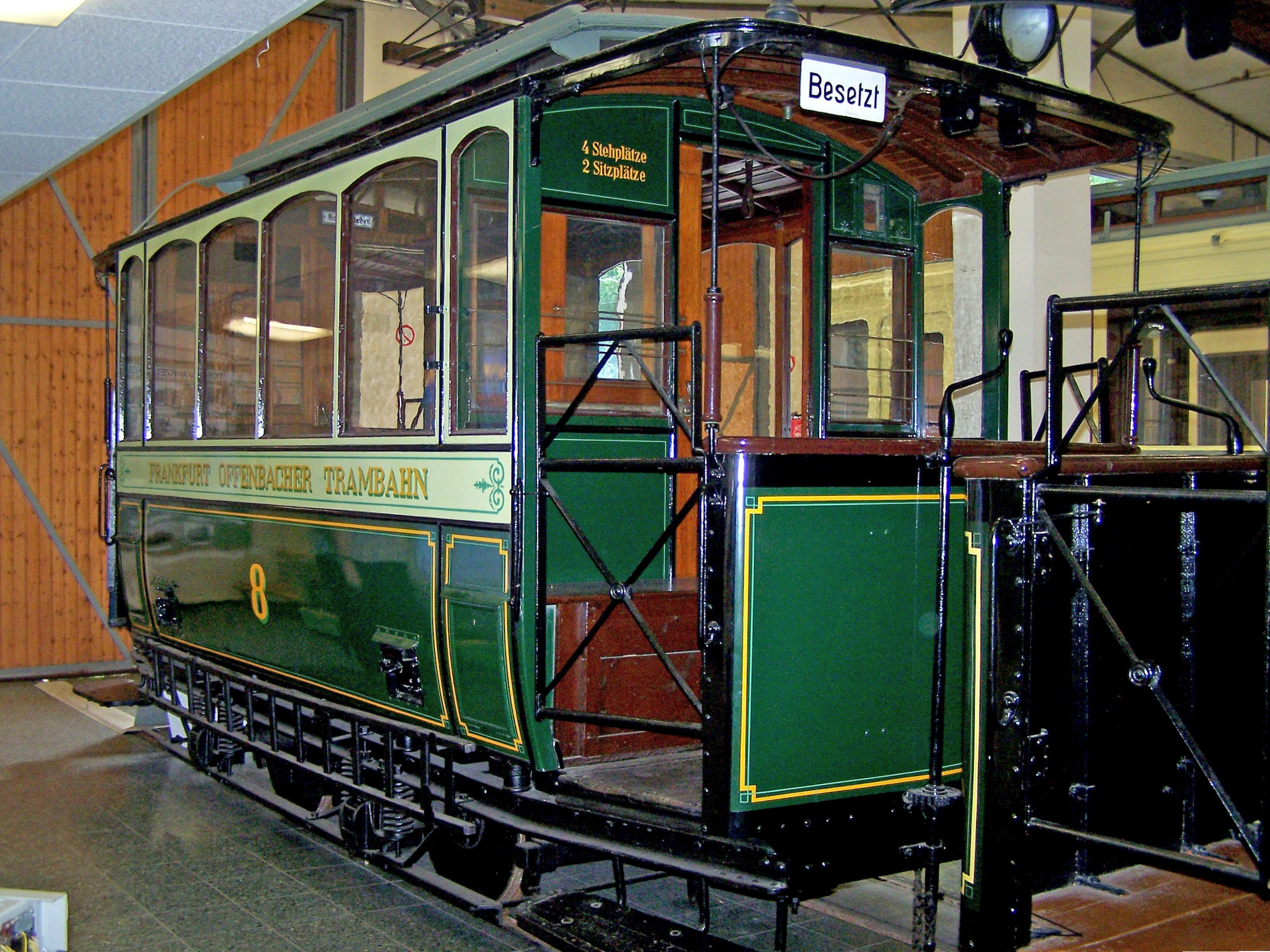
Triebwagen 8 im Frankfurter Verkehrsmuseum
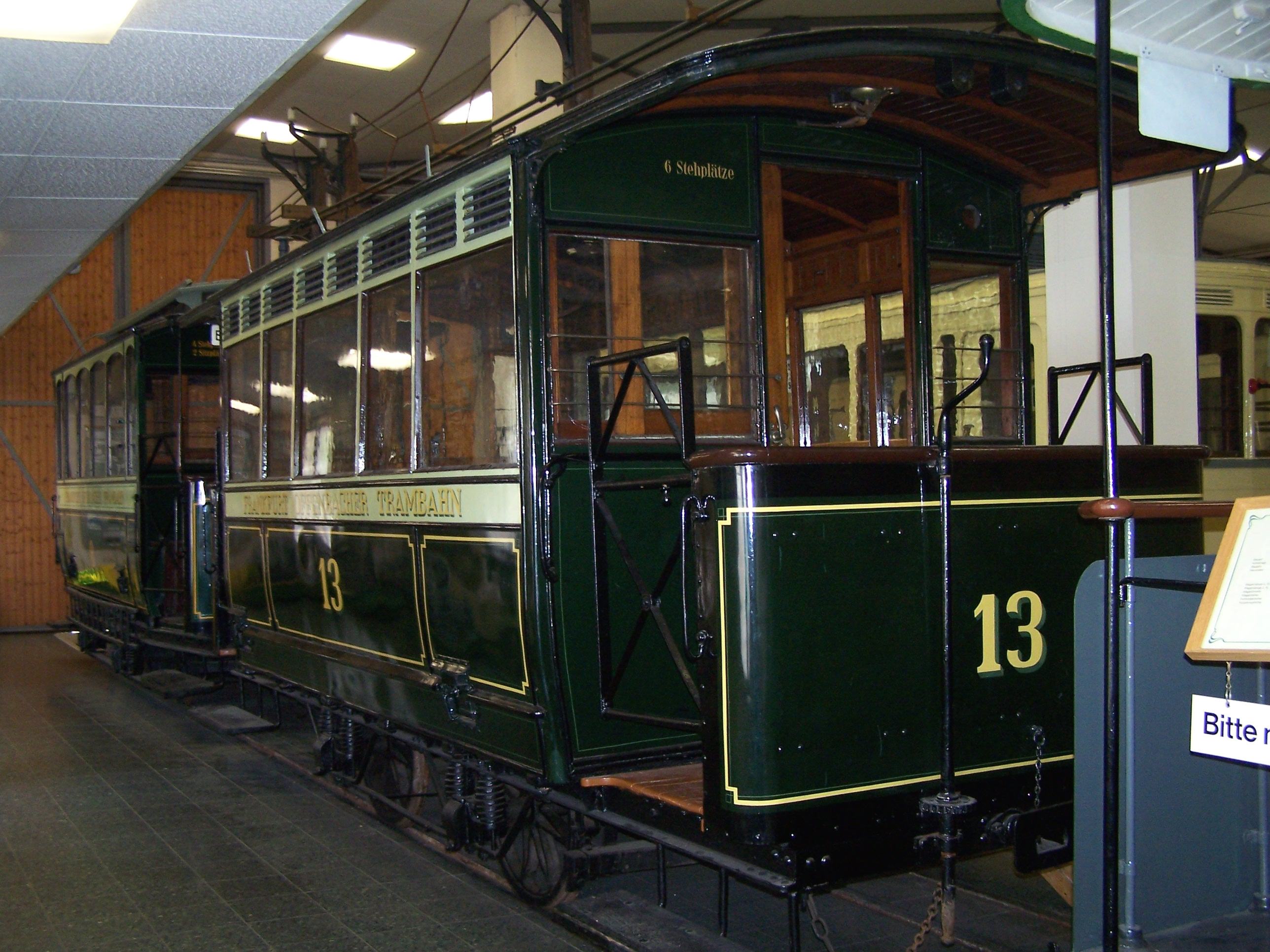
Beiwagen 13 im Frankfurter Verkehrsmuseum
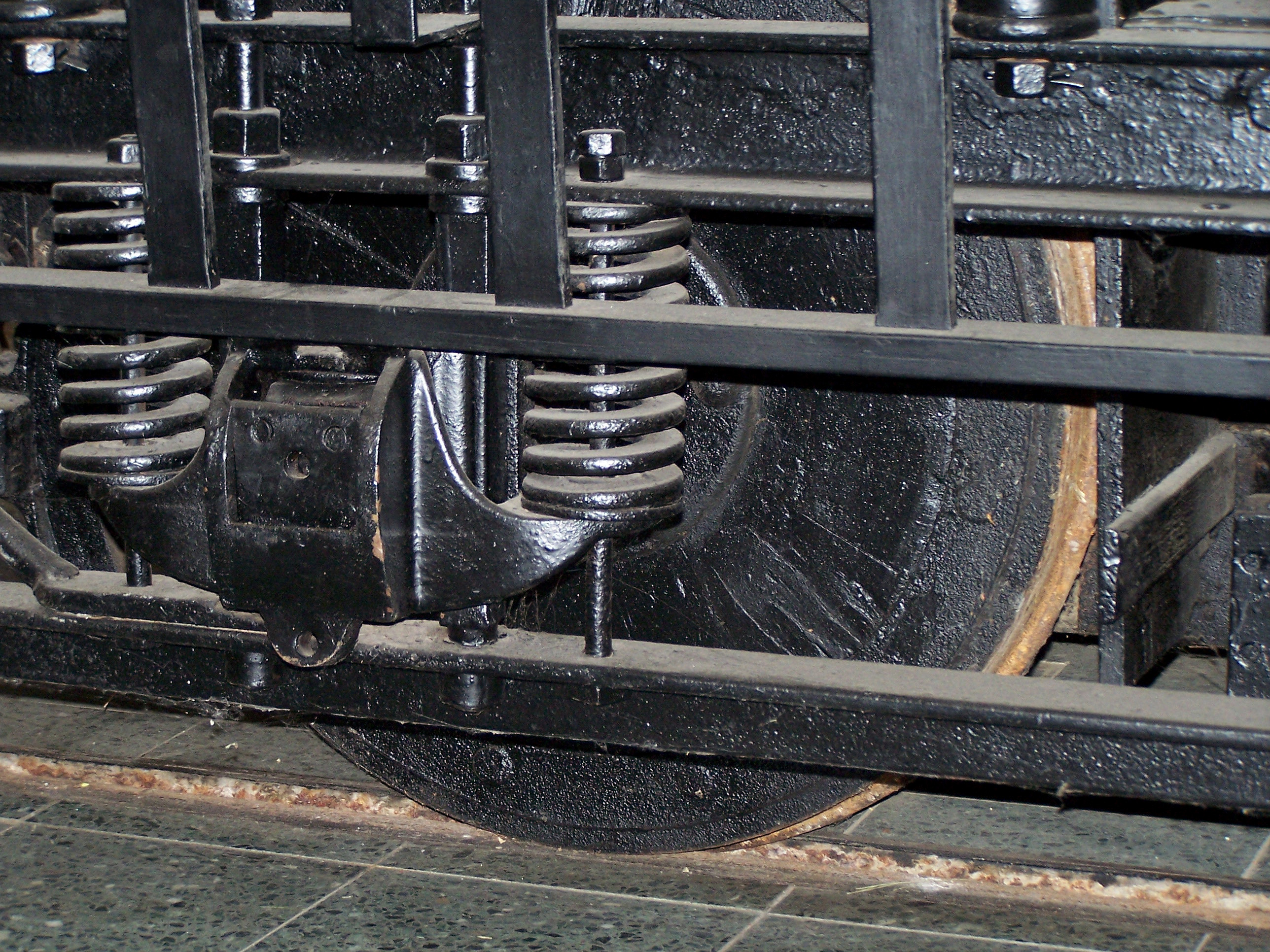
Holzscheiben-Rad mit stählernem Radreifen am Triebwagen 8
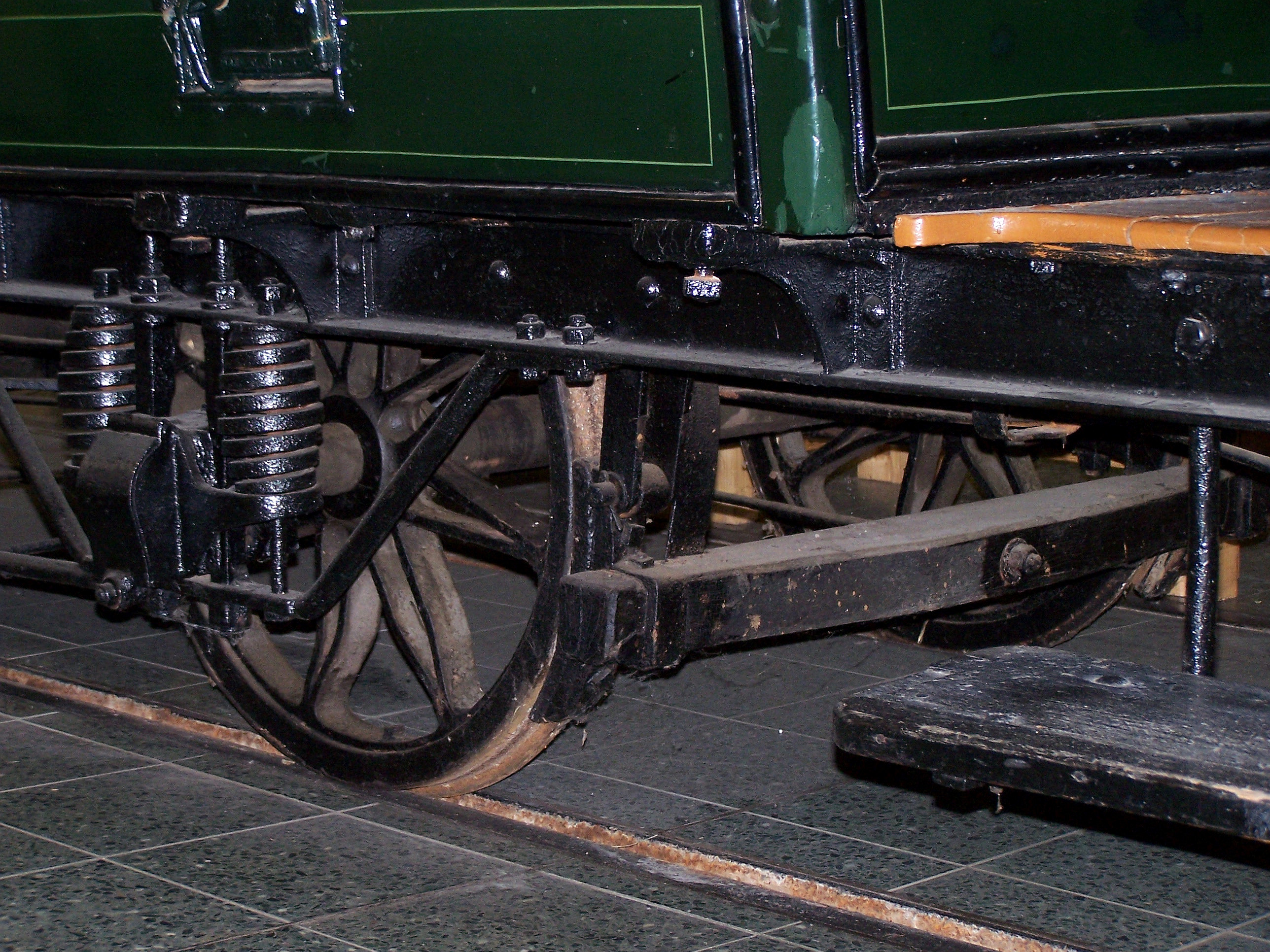
Speichenrad am Beiwagen 13

## Trivia
2009 gab die  rumänische Post  einen Briefmarkenblock heraus, dessen einzelne Briefmarken die ältesten Straßenbahnen der Welt zeigen. Unter anderem befinden sich auf den Sondermarken Straßenbahnfahrzeuge aus London, Wien, Berlin, Brăila, Bukarest und Frankfurt am Main. Auf der Frankfurter Sondermarke ist ein Triebwagen der FOTG zusammen mit dem Frankfurter Wappen zu sehen. Außerdem ist die Oberleitung mit den Kontaktwägelchen abgebildet. Der Triebwagen auf der Marke trägt die Nummer 11, die eigentlich einem Beiwagen zugeordnet war. Die Marke mit dem Wert von 0,80 Leu trägt die Aufschriften 1884 – Primul tramvai electric din Frankfurt und Linia 11: Frankfurt – Offenbach.

## Nachbau
Für die im September 2021 eingestellte Parkeisenbahn Palmen-Express im Palmengarten Frankfurt wurde von 2012 bis zur Betriebseinstellung ein Triebzug eingesetzt, der äußerlich den Straßenbahnwagen der FOTG nachempfunden wurde. Er bestand allerdings aus fünf vierachsigen Drehgestell-Personenwagen. Die Strecke musste wegen der Neugestaltung rund um das Papageno Musiktheater umgebaut werden. Seit diesem Zeitpunkt benötigte sie Zweirichtungsfahrzeuge, da die bisherige Wendeschleife wegfiel. Die Strecke wurde nicht mit einer Fahrleitung ausgerüstet, die Triebzugeinheit bezog den Fahrstrom, wie auch die zuvor verwendete Western-Dampflokomotive aus Akkumulatoren.